# Kana decora
Kana decora är en insektsart som beskrevs av Melichar 1903. Kana decora ingår i släktet Kana och familjen dvärgstritar. Inga underarter finns listade i Catalogue of Life.